# Burchard IV. (Vendôme)
Burchard IV. († 1202) war ein Graf von Vendôme aus dem Haus Preuilly. Er war ein Sohn des Grafen Johann I. († 1180) und der Bertha von Puy-sur-Fou.
Als Graf von Vendôme war Burchard ein Vasall der Grafen von Anjou und zu seiner Zeit damit zu deren Territorialkonglomerat gehörig, das als „angevinisches Reich“ bezeichnet wird. Im Konflikt seines Lehnsherren Heinrich II. Plantagenet mit König Philipp II. August vollzog Burchard im Juni 1188 einen Wechsel auf die Seite des Letzteren. Nachdem sein Halbbruder Gottfried in der Fehde gegen den Vizegrafen von Châteaudun schwer verwundet wurde, eroberte König Philipp II. im Juni 1189 die dem Vizegrafen gehörende Burg Mondoubleau und übergab diese an Vendôme. Offenbar hatte Burchard bald darauf erneut die Seite gewechselt, da König Philipp II. im Sommer 1194 Vendôme belagerte. Der heranziehende Richard Löwenherz nötigte den französischen König aber zum Rückzug, wobei er diesem im Gefecht von Fréteval eine Niederlage zufügte. Burchard starb im Jahr 1202 und sein Enkel Johann II. folgte ihm nach.
Burchard IV. war verheiratet mit einer Dame Agathe, deren Herkunft unklar ist. Ihre Kinder waren:
- Johann († 1190 gefallen auf dem dritten Kreuzzug vor Akkon)[4][5]
- Raoul († vor 1202)
  - Vater von Graf Johann II. von Vendôme
- Johann III. († 1217), Graf von Vendôme
- Gottfried
- Agnes († 1201), ⚭ Peter II. von Montoire
  - Nachkommen: Haus Montoire

## Weblink
- Comtes de Vendôme (Seigneurs de Preuilly)

| Vorgänger | Amt                        | Nachfolger |
| --------- | -------------------------- | ---------- |
| Johann I. | Graf von Vendôme 1180–1202 | Johann II. |

| Personendaten    | Personendaten                          |
| ---------------- | -------------------------------------- |
| NAME             | Burchard IV.                           |
| ALTERNATIVNAMEN  | Bouchard                               |
| KURZBESCHREIBUNG | Graf von Vendôme aus dem Haus Preuilly |
| GEBURTSDATUM     | 12. Jahrhundert                        |
| STERBEDATUM      | 1202                                   |